# 刘隐
刘隐（874年—911年），唐朝末年和五代初年官员、割据军阀，南汉政权的奠基者，南漢追尊襄皇帝。父親南漢追尊圣武皇帝刘谦，母親是南漢追尊武皇后韋氏。

## 生平
原籍河南上蔡，祖父刘安仁迁居福建，以经商为生。其父刘谦从军，为牙将，和当时的南海军节度使韦宙的姪女韦氏結婚，生下刘隐、劉台兄弟。因邀击黄巢有功，882年任封州刺史。
894年，刘谦死，刘隐继位。唐昭宗乾宁三年（896年），刘隐出兵奇袭肇庆、广州，成为两广地区最大的割据势力，被封為靜海、清海節度使。他重用岭南士人，为后来独立建国打下了基础。徐彦若在901年逝世后，军中推刘隐为留后。天祐二年（905年），拜节度使。
后梁开平元年（907年），加检校太尉、兼侍中。二年（908年），兼靜海軍節度使、安南都护。三年（909年），加检校太师、兼中书令，封南平王。乾化元年（911年），刘隐重贿朱温，被封南海王，同年病逝于南海（今广州），諡號襄。虽然有子（《旧五代史》载“诸道节度使钱镠、张宗奭、马殷、王审知、刘隐各赐一子六品正员官”），但政权由庶弟刘龑继承。刘隐之子事迹不详。
917年，刘龑稱帝，國號楚次年则改為漢，史稱南漢。追尊劉隱為襄帝，廟號烈宗，葬于德陵。劉隱的女兒增城公主嫁给大长和皇帝郑仁旻，和正妻严夫人所生清遠公主劉德秀嫁給閩太子王延鈞。

## 轶事
《明人史纂》謂劉隱曾建元景定，有誤。

## 身世争议
藤田豐八在1935年认为他是大食（阿拉伯帝國）商人后裔，从西亚到福建泉州，谎称河南上蔡籍，而唐宋蕃客中刘姓多为伊斯兰的穆斯林。
藤田氏此说遭桑原隲藏质疑。桑原认为，关于宋元祐间广州蕃坊娶宗女的刘姓人为阿拉伯人的说法，不能用以证明南汉刘氏是阿拉伯人的后裔，相反，宋元祐间广州蕃客的刘姓，可能是南汉所赐。陈寅恪在1939年撰文《劉復愚遺文中年月及其不祀祖問題》考證，「家世无九品之官，四海无强大之亲，父子俱以儒学进仕至中书舍人礼部尚书，而不祭祀先祖，及籍贯纷歧，而俱贾胡（註：通商的胡人）侨寄之地三端，推证之如此。」，然而據現代考證，指出劉隱家族是來自淮北地區的漢族人，否定了藤田豐八與陳寅恪的主張。